# Гном (БЦВМ)
Гном — авиационная бортовая цифровая вычислительная машина производства СССР. Была разработана для пилотажно-навигационного прицельного комплекса «Купол» военно-транспортных самолётов Ан-22 («Купол-22») и Ил-76 («Купол-76»). Это одна из первых БЦВМ авиационного назначения в СССР. Имеет ряд совершенно уникальных конструктивных и схемотехнических решений, не используемых в устройствах подобного рода.
Серийно производилась в двух вариантах: «Гном-1-66» и «Гном-А».

## Назначение
Пилотажно-навигационный прицельный комплекс «Купол» предназначен для автоматического, полуавтоматического или ручного самолётовождения в простых и сложных метеоусловиях, начиная с этапа взлёта; на маршруте, обеспечивая выход в заданную точку и сброс полезной нагрузки (десантирование или бомбометание) с заданной точностью; а также для возвращения на аэродром и захода на посадку в автоматическом (до высоты 60 метров) или директорном режимах.
Управляюще-вычислительный комплекс УВК КП-1 в составе ПНПК «Купол» предназначен для сбора и обработки различной информации, её обработки в соответствии с заложенными алгоритмами и формировании сигналов управления системой автоматического управления САУ-1Т:
- заданного крена γЗ;
- бокового отклонения Z от заданной траектории полёта на КПП;
- заданного путевого угла ЗПУ, используемого при полёте в режиме работы «Произвольное направление»;
- сигналов постоянного тока +27В:
  - «Курсовая стабилизация», включающий режим стабилизации углов курса, крена и тангажа самолёта;
  - «Выход на ВПП», переключающий САУ в режим захода на посадку;
  - «Кратчайшее расстояние», включающий режим «Произвольное направление»;
  - «Работа» при включении УВК.

Вычислительная машина «Гном» является центральным вычислительным устройством управляюще-вычислительного комплекса ПНПК «Купол».

## История создания
Разработка новой вычислительной машины для перспективного тяжёлого транспортного самолёта Ан-22 велась в Ленинградском НИИ-131 (п/я-233), отдел № 570 (бортовые вычислительные машины). Техническое задание на научно-исследовательские работы по теме «Гном» было получено в 1961 году. Работы по теме велись в двух направлениях: проектирование ЭВМ на твердых схемах (НИР «Гном-1») и проектирование ЭВМ на туннельных диодах (НИР «Гном-2»). Работы по теме «Гном-2» были признаны бесперспективными и были прекращены.
Все три основные составляющие вычислительного комплекса (КП-1) ПНПК «Купол»: элементная база, БЦВМ «Гном» с УВВ ПНК и разработка программного обеспечения проводились параллельно и одновременно до уровня опытных образцов шесть лет.
Всего были разработаны и изготовлены для разных целей три типа машин: «Гном-1», «Гном-1-66», «Гном-А».
Первый опытный образец ЭВМ «Гном-1» был собран в конце 1965 года.
В 1966 году изготовили два образца «Гном-1-66» — первые работающие машины с собственным ОЗУ. Третья машина «Гном-1-66» изготовлена в 1968 году и направлена на летные испытания этапа главного конструктора. Согласно решению Министерства радиопромышленности, осенью 1968 года произведена передача БЦВМ «Гном» в серийное производство на радиозавод в г. Жигулевске.
Летные испытания комплекса «Купол» начались на аэродроме ОКБ Антонова в Гостомеле в 1971 году.
После передачи производства ЭВМ на завод в НИИ на инициативных началах были выполнены работы по повышению отказоустойчивости ЭВМ «Гном-1-66». Была создана машина «Гном-А» — система с узловым и поэлементным резервированием, с автоматическим поиском и устранением отказов. Испытания БЦВМ «Гном-А» на надежность по нормали «Мороз-2» (6000 часов) были закончены без единого отказа, что условно соответствует тридцати годам безотказных полетов самолета. В связи с успешно проведённым комплексом испытаний было принято решение о замене в производстве ЭВМ «Гном-1-66» на «Гном-А». Серийное производство «Гном-А» начато с 1974 года.
В 1976 году главный конструктор системы «Купол» Коблов Владимир Леонидович был награждён Звездой Героя Социалистического труда.
БЦВМ «Гном» серийно изготавливались на протяжении 30 лет.

## Конструкция
Цифровая вычислительная машина «Гном-1-66» собрана в контейнере с габаритами 287 × 428 × 558 мм. В контейнере размещены: арифметическое устройство АУ, устройство управления УУ, оперативное запоминающее устройство ОЗУ, два блока постоянного запоминающего устройства ПЗУ, блоки питания БП-1 и БП-2, теплоотводящее устройство. Вес конструкции в сборе 45 кг. Потребляемая мощность 70 Вт.
ПЗУ — это накопитель, который состоит из 144 элементов памяти и 144 предварительных усилителей. Элемент памяти предназначался для хранения одного разряда 512 чисел. ПЗУ в «Гном-1-66» содержит до 4 субблоков с емкостью по 4096 слов в каждом. ПЗУ представляет собой запоминающее устройство трансформаторного типа с линейной выборкой, с записью и хранением информации при помощи прошивки проводов возбуждения, с активной записью «нуля». В качестве запоминающей ячейки использован Е-образный сердечник из ферромагнитного материала 1500 НМЗ (ОЖО.707.118 ТУ), а в схемах управления и дешифрации адреса ПЗУ использованы транзисторы типа М4, 2Т301 и полупроводниковые диоды типа 2Д503, 2Д509, 1Д507, Д9. Блок ПЗУ имел следующие характеристики: информационная ёмкость — 4096 18-разрядных слов, время обращения к ПЗУ в составе ЭВМ — 16 мксек.
Оперативное запоминающее устройство ОЗУ предназначено для приёма, хранения и выдачи машинных слов для обмена ими с устройством управления ЭВМ. В ОЗУ хранятся промежуточные результаты вычислений и некоторые исходные данные, которые записываются в ОЗУ непосредственно оператором. ОЗУ имеет следующие характеристики: информационная емкость — 512 18-разрядных слов; период обращения — 16 мксек.
Блок питания ЭВМ допускает при сохранении требуемых выходных параметров обрыв любого провода в блоке или отказ любого диода из двенадцати диодов или отказ любого трансформатора из шести. Он не содержит в себе элементов стабилизации и элементов фильтрации и допускает неограниченное время короткого замыкания. При снятии короткого замыкания блок продолжает нормально функционировать.
Особо следует отметить элементную базу БЦВМ «Гном».
В качестве базовых логических элементов были выбраны т. н. «твёрдые схемы» ТС-233, представляющие собой логический элемент 2НЕ-ИЛИ, выполненный из двух бескорпусных германиевых транзисторов и слоистого (диффузионного) сопротивления на общем основании. ТС-233 изготавливался по той же технологии и на том же оборудовании, что и транзисторы серии П401-403.
В производстве «твёрдая схема» получила обозначение Р12-2. Она содержала два германиевых дрейфовых p-n-p-транзистора (модифицированные транзисторы типа П401 и П403) в качестве переключаемых элементов с общей нагрузкой в виде распределённого германиевого резистора р-типа. Конструктивно ТС Р12-2 были выполнены в виде таблетки из круглой металлической чашечки диаметром 3 мм и высотой 0,6 мм. В неё помещался кристалл ТС и заливался полимерным компаундом, из которого выходили короткие внешние концы выводов из мягкой золотой проволоки диаметром 50 мкм, приваренные к кристаллу.
Большой проблемой при построении ЭВМ на германиевых элементах оставался отвод тепла. Как известно, рабочий температурный диапазон германиевых полупроводниковых приборов заметно уже, чем у аналогичных по назначению кремниевых. В результате разработчиками ЭВМ «Гном» прорабатывалось несколько вариантов термостабилизации плат, вплоть до погружения их в жидкий фреон. Проблема была решена изменением технологии производства ТС и разработкой в ЭВМ новой системы отвода тепла по теплостокам с фреоном.
В 1961-65 гг. в рамках ОКР «Квант» была разработана конструкция модуля, в котором объединялось четыре Р12-2. На начальном этапе на микроплату из тонкого текстолита размещали от двух до четырёх бескорпусных Р12-2 и покрывали клеем МБК-3. Далее на платке золотые усики подпаивались к выводам (штырькам) из твёрдой медной проволоки диаметром 0,4 мм, плата размещалась в алюминиевую штампованную ванночку размером 21,6×6,6 мм и глубиной 3,1 мм и заливалась эпоксидным компаундом с пластификатором. Затем было разработано восемь унифицированных типов модулей с общим названием «Квант», образующих законченный унифицированный ряд, позволяющий реализовать любые логические функции без применения других радиокомпонентов.
Маркировка этих модулей постоянно менялась в соответствии с требованиями ТУ, пока в 1968 году не вышел стандарт, устанавливающий единую в стране систему обозначений интегральных схем. 19 сентября 1970 года в ЦБПИМС были утверждены технические условия АВ0.308.014ТУ на модули «Квант-1», получившие обозначение ИС серии 116.
В состав серии входило девять микросхем: 1ХЛ161, 1ХЛ162 и 1ХЛ163 — многофункциональные цифровые схемы; 1ЛЕ161 и 1ЛЕ162 — два и четыре логических элемента 2НЕ-ИЛИ; 1ТР161 и 1ТР1162 — один и два триггера; 1УП161 — усилитель мощности, а также 1ЛП161 — логический элемент на 4 входа и 4 выхода. Каждая из этих схем имела от четырёх до семи вариантов исполнения, различающихся напряжением выходных сигналов и нагрузочной способностью, всего было 58 типономиналов ИС.
Позднее была создана серия ИС «Квант-2» (117-я серия), которая по электрическим параметрам и принципиальным схемам полностью совпадает с 116-й серией ИС. Отличие в базовом элементе — микросхемы были сделаны на основе серии 103 (Р12-5).
В комплекте аппаратуры БЦВМ с УВВ РЭ комплекса «Купол» содержится около 20 000 штук Р12-2, Р12-5.
Система отвода тепла БЦВМ «Гном» принципиально отличается от аналогичных систем в другой бортовой аппаратуре.
ЭВМ имеют герметичные литые теплозащищенные корпуса, обеспечивающие защиту от влаги и внешнего тепла. Внутреннее тепло выводится по теплостокам с фреоном-11 с температурой кипения 24 градуса, используя теплоту парообразования с конденсацией паров фреона на внешнем коллекторе с радиатором, охлаждаемым потоком воздуха с температурой 0-25 градусов. Тепловыделение от модулей «Квант» передается по медным шинам к теплостокам. Такой комплекс конструктивных решений обеспечивает разность температур между любыми твердыми схемами в операционном блоке, не превышающую двух градусов, а разность потенциалов по земляной шине не превышает 10 мв. В свою очередь, это обеспечивает устойчивую работу твердых схем и всего операционного блока при изменении напряжения питания на ± 15 % и позволило снизить требование к блоку питания.
Надёжность УВК обеспечивает:
- аппаратный контроль — испытательные диагностические программы осуществляют частичную и полную проверку УУ, проверку АУ, ПЗУ и ОЗУ.
- программный контроль — контрольный тест. Основное средство контроля — испытательная программа.
- контроль с помощью КПА — одиночный и групповой комплект наземной контрольно-проверочной аппаратуры (КПА), поставляемый эксплуатанту. В состав одиночного комплекта входят: пульт комплексной проверки (ПКП), пульт контроля и управления (ПКУ), пульт регулировки напряжения (ПРН). В состав группового комплекта КПА БЭВМ «Гном» входят: устройство контроля групповых модулей (УКМГ), устройство контроля ОЗУ (УКОЗУ), устройство контроля ПЗУ (УКПЗУ), пульт профилактического контроля (ППК), пульт преобразователя напряжения (для питания ЭВМ и КПА от промышленной сети 220 В, 50 Гц.)

Состав УВК КП-1Д-76 (на примере комплекса «Купол-76»):
- пульт выбора информации КП1-10б
- индикаторы лётчиков лев. прав. КП1-4б
- пульт управления УВК КП1-10М
- коробка распределительная КП1-17б
- коробка распределительная КП1-17в
- стойка КП1-342 с блоками:
  - блок питания КП1-801
  - блок электромеханический КП1-20
  - блок усилителей каналов управления СИВ КП1-7
  - блок электромеханический КП1-20б
- блок питания КП1-8а
- устройство ввода-вывода КП1-45А и рама для блоков
- цифровая вычислительная машина Гном-А